# Termochemie
Termochemie je oblast termodynamiky, je to věda zabývající se tepelným zabarvením chemických reakcí. Ty se dělí na exotermní, při kterých se teplo uvolňuje, a endotermní, při kterých se teplo pohlcuje. Tato tepelná energie vzniká nebo je spotřebována v důsledku štěpení vazeb ve výchozích látkách a vzniku nových vazeb v produktech. Na rozštěpení vazeb je třeba energii dodávat, zatímco při vzniku vazeb se energie uvolňuje.
Teplo, které se uvolní nebo spotřebuje při chemické reakci látek, se nazývá reakční teplo. Abychom mohli navzájem porovnávat reakční tepla jednotlivých reakcí, je třeba zavést stejné podmínky pro všechny reakce. Proto byl zaveden standardní stav - teplota 298,15  K (25 °C) a tlak 101325 Pa (1 atmosféra). Je to stav při běžných podmínkách, ve kterém je daná látka nejstálejší.
Reakční teplo za standardních podmínek se rovná standardní reakční entalpii H.

## Entalpie
Entalpie je extenzivní stavová veličina, která popisuje výměnu tepla s okolím. Stavová veličina popisuje stav termodynamického systému a extenzivní veličina závisí na jeho velikosti. Platí, že při přechodu z jednoho stavu systému do druhého a zpět musí být změny entalpie stejně velké. Absolutní hodnotu entalpie nelze změřit, avšak můžeme zjistit její změnu ΔH.
Změna entalpie ΔH se nejčastěji měří za standardního stavu. Je to stav o teplotě 298,15 K (25 °C) a tlaku 101,325 kPa (1 atmosféra), ve kterém je daná látka nejstálejší. Standardní reakční entalpii označujeme obvykle jako ΔH°298. Pro zjednodušení se při teplotě 25 °C označuje pouze ΔH°. Může se měřit i při jiné teplotě nebo tlaku, například při teplotě 500 °C je označena ΔH°500.
Hodnota reakční entalpie závisí mimo jiné na teplotě, při níž reakce probíhá, ale také na skupenském stavu. U plynných reakčních složek také na jejich tlaku. Proto se v termochemických rovnicích označuje skupenský stav:
- pevná látka – s (solid)
- kapalná látka – l (liquid)
- plynná látka – g (gas)

Měření entalpie se nejčastěji provádí pomocí kalorimetrie. Výpočet entalpie se provádí na základě dvou termochemických zákonů, které úzce souvisejí s tím, že entalpie je stavová funkce.

## Tepelné reakce
- Exotermní jsou reakce, při kterých je teplo uvolňováno. Pro exotermní děje je hodnota ΔH záporná (ΔH < 0), protože systém předal do okolí teplo a je o energii chudší.
- Endotermní jsou reakce, při kterých je teplo spotřebováno. Pro endotermní děje je hodnota ΔH kladná (ΔH > 0), protože systém od okolí energii přijal.
- Atermní jsou reakce, při kterých se teplo neuvolňuje ani nespotřebuje. Pro tento vzácný děj je hodnota ΔH nulová (ΔH = 0), protože systém od okolí energii nepřijal ani ji nepředal.

## Termochemické zákony
Základem termochemie jsou dva termochemické zákony.

### První termochemický zákon
První termochemický zákon formulovali v roce 1780 Antoine Lavoisier a Pierre-Simon Laplace. Proto se také nazývá Lavoisier-Laplaceův zákon. Používá se několik formulací:
- Reakční teplo dané reakce a reakční teplo téže reakce, probíhající opačným směrem, je až na znaménko stejné.
- Hodnota reakčního tepla přímé nebo protisměrné reakce je stejná, mění se však hodnota jeho znaménka (+/-).
- Reakční entalpie přímé a zpětné reakce je až na znaménko stejná.

### Druhý termochemický zákon
Druhý termochemický zákon formulovali v roce 1840 Germain Henri Hess. Proto se také nazývá Hessův zákon. Používá se několik formulací:
- Izobarické reakční teplo dané reakce je součtem izobarických tepel postupně prováděných reakcí, vycházejících ze stejných počátečních látek a končících stejnými produkty reakce.
- Výsledná hodnota reakčního tepla nezáleží na průběhu chemické reakce, ale pouze na jeho počátečním a konečném stavu.
- Reakční entalpie kterékoliv chemické reakce nezávisí na způsobu jejího průběhu, ale pouze na počátečním a konečném stavu soustavy.

## Standardní slučovací a spalná tepla
Pro vzájemné srovnání a tabelování se užívají standardní reakční tepla. Látky vstupující do reakce jsou ve standardním stavu a reakce probíhá za standardních podmínek. Nejvýznamnější jsou standardní tepla slučovací a spalná.

### Standardní slučovací teplo
Standardní slučovací teplo dané látky  (ΔH°T)sluč.  je standardní reakční teplo reakce, při které vznikne 1 mol této látky přímo z prvků ve standardním stavu za standardních podmínek, přičemž dané prvky jsou při zvolené teplotě a standardním tlaku ve své nejstálejší podobě.
Vzorec výpočtu standardního slučovacího tepla:
{\displaystyle \Delta H_{298}^{0}=\sum (\Delta H_{sl}^{0})_{prod.}-\sum (\Delta H_{sl}^{0})_{reakt.}}
Standardní slučovací teplo prvků v jejich nejstálejší podobě je nulové a totéž platí při všech ostatních teplotách.

### Standardní spalné teplo
Standardní spalné teplo dané látky (ΔH°T)spal  je standardní reakční teplo reakce, při které dojde ke spálení 1 molu této látky v nejstálejší podobě za standardních podmínek na konečné spalné produkty (obvykle nejstálejší oxidy).
Vzorec výpočtu standardního spalného tepla:
{\displaystyle \Delta H_{298}^{0}=\sum (\Delta H_{sp}^{0})_{reakt.}-\sum (\Delta H_{sp}^{0})_{prod.}}
Standardní spalné teplo prvků v jejich nejstálejší podobě není nulové.

## Termodynamické systémy
Pro termochemii stejně jako pro celou termodynamiku platí některé důležité definice pro termodynamické systémy. Systém je definován jako ta část, která má být analyzována, a vše mimo tento systém je definováno jako okolí (prostředí). Rozlišují se například tyto systémy:
- Izolovaný systém si nemůže vyměňovat teplo, hmotu a mechanickou práci s prostředím.
- Tepelně izolovaný systém si nemůže vyměňovat teplo ani hmotu s prostředím, ale mechanickou práci ano.
- Mechanicky izolovaný systém si nemůže vyměňovat hmotu ani mechanickou práci s prostředím, ale teplo ano.
- Otevřený systém si může volně vyměňovat teplo, hmotu i mechanickou práci s prostředím.

## Termodynamické procesy
Termodynamický proces (děj) je proces v termodynamickém systému, při kterém dochází ke změně jedné nebo více jeho termodynamických vlastností. Proces vždy odkazuje na změnu stavu a rozlišují se tyto procesy:
- Izotermický proces nastává, když teplota systému zůstává konstantní.
- Izobarický proces nastává, když tlak systému zůstává konstantní.
- Adiabatický proces nastává, když nedochází k výměně tepla s prostředím.